# Grand Palais éphémère
Grand Palais éphémère – tymczasowe centrum wystawiennicze znajdujące się na Polu Marsowym w Paryżu. Budynek został zaprojektowany przez Jean-Michela Wilmotte.
Hala o wielkości 10 000 m² została otwarta w 2021 roku i planowo ma zostać rozebrana w 2024, po rozegraniu Letnich Igrzysk Olimpijskich, w czasie których w budynku odbędą się konkurencje judo i zapasów. Budynek powstał w celu organizacji wystaw i wydarzeń kulturalnych podczas remontu Grand Palais, który rozpoczął się w 2021 roku.
Ten budynek modułowy został zbudowany w całości z drewna świerkowego na planie krzyża o długości 145 metrów i szerokości 140 metrów, ma 20 metrów wysokości, wsparty jest 44 łukami i pokryty sześcioma warstwami polimeru. Koszt budowy, użytkowania i demontażu wyniósł 40 milionów euro.